# 科雷拉科雷
科雷拉科雷（法語：Koréra Koré），是馬里的城鎮，位於該國西部，由卡伊區的尼奧羅省負責管轄，面積8,086平方公里，海拔高度100米，2009年人口19,598，人口密度每平方公里2.4人。